# Louis Dubochet
Pour les articles homonymes, voir Dubochet.
Louis Dubochet, né le 26 novembre 1852 à Nantes (Loire-Inférieure) et mort le 11 octobre 1917 à Nantes, est un homme politique français.

## Biographie
Louis Camille Alexandre Marie du Bochet de La Porte est le fils de Camille Étienne du Bochet de La Porte, négociant, et de sa seconde épouse Marie-Louise Defernon. Il est le petit-fils de Jean-Alexandre Dubochet.
Négociant à Nantes, il est adjoint au maire de Nantes de 1888 à 1892. Il est également juge au tribunal de commerce et président de la Chambre de commerce de Nantes. 
Il est conseiller général pour le canton du Loroux-Bottereau de 1898 à 1917 et député de la Loire-Inférieure de 1898 à 1902, siégeant avec les républicains.
Marié à Berthe Reliquet, fille de l'avocat Auguste Marie Édouard Reliquet et de Léontine Angélique Tardiveau (petite-fille de François-Alexandre Tardiveau), il est le beau-père de Louis Linÿer, avocat et sénateur de Loire-Inférieure, et de Louis Arthur Henri Marie Chevalier La Barthe.

## Sources
- « Louis Dubochet », dans le Dictionnaire des parlementaires français (1889-1940), sous la direction de Jean Jolly, PUF, 1960 [détail de l’édition]